# Shin Hye-sung
Jung Pil-kyo, thường được biết đến với nghệ danh Shin Hye-sung hoặc Hyesung (tiếng Hàn: 신혜성; sinh ngày 27 tháng 11 năm 1979), là nam ca sĩ, nhạc sĩ người Hàn Quốc. Anh là thành viên hát chính của nhóm nhạc nam Hàn Quốc Shinhwa do công ty SM Entertainment thành lập.  
Anh ra mắt với tư cách nghệ sĩ solo năm 2005 và đã cho ra mắt nhiều album bằng tiếng Hàn và tiếng Nhật. 

## Tiểu sử
Shin Hyesung tên khai sinh là Jung Pilkyo, sinh ngày 27 tháng 11 năm 1979 tại Gangbuk-gu, Seoul, Hàn Quốc, là anh cả trong một gia đình có hai anh em. Shin Hyesung được sinh ra trong một gia đình có nền tảng tốt và truyền thống lâu đời. Khi tham gia chương trình Let's Play Economy của MBC, các thành viên của chương trình đã đến thăm nhà của Shin Hyesung. Tại đây anh đã tiết lộ rằng mình là hậu duệ trục hệ đời thứ 32 của một học giả và đại thần nổi tiếng thời Cao Ly Jeong Mongju. Thời niên thiếu, Shin Hyesung đã từng du học tại Mỹ 2 năm, sau đó trở về Hàn Quốc sau khi vượt qua một buổi thử giọng của SM Entertainment.

## Sự nghiệp

### 1998–2004: Ra mắt với Shinhwa và thành lập nhóm nhạc S
Shin Hyesung vượt qua một buổi thử giọng tại Los Angeles, Mỹ và gia nhập Shinhwa sau các thành viên Andy và Eric. Anh chính thức ra mắt với tư cách là thành viên Shinhwa vào ngày 24 tháng 3 năm 1998, bằng đĩa đơn đầu tiên "The Solver", trình diễn lần đầu tại KM Music Tank. Kể từ đó, anh đã cho ra mắt tổng cộng 13 album phòng thu tiếng Hàn và 1 album tiếng Nhật với Shinhwa.Shin Hyesung bắt đầu nổi tiếng cùng Shinhwa qua album phòng thu thứ hai của nhóm T.O.P. ra mắt vào ngày 15 tháng 4 năm 1999, sau khi album đầu tiên gặp khó khăn về mặt thương mại. Nhóm đã đạt đến đỉnh cao vào giai đoạn từ 2001 đến 2005. Khi hợp đồng của nhóm với SM Entertainment hết hạn vào tháng 7 năm 2003, Shin Hyesung là một trong những thành viên được đề nghị ký một bản hợp đồng solo mới, tuy nhiên anh đã từ chối vì không muốn phải hoạt động một mình mà không có Shinhwa. Cả 6 thành viên đã ký hợp đồng với Good Entertainment và đảm nhận quyền kiểm soát sáng tạo với việc phát hành Brand New vào tháng 8 năm 2004.
Vào tháng 9 năm 2003, Shin Hyesung kết hợp cùng hai người bạn thân của mình là Kangta của H.O.T và Lee Ji-hoon ra mắt nhóm nhạc dự án mang tên S, hoạt động dưới sự quản lí của SM Entertainment. Nhóm S cho ra mắt album đầu tiên của họ Fr.In.Cl, viết tắt của Friends in Classic.

### 2005–2011: Sự nghiệp nghệ sĩ solo
Trong sự nghiệp solo của mình, Shin Hyesung đã phát hành tổng cộng 5 album phòng thu tiếng Hàn và 2 album phòng thu tiếng Nhật. Shin Hyesung ra mắt với tư cách nghệ sĩ solo vào năm 2005 qua album solo Love of May. Album xếp vị trí quán quân trên bảng xếp hạng số lượng album đặt trước HMV tại Nhật Bản tháng hai năm 2005, với 180.000 bản đã được bán ra. Lee Minwoo đã từng đề cập đến việc album đầu tiên của Shin Hyesung là album có doanh số bán ra cao nhất trong số tất cả các album solo của các thành viên Shinhwa.
Shin Hyesung tiếp tục cho ra mắt album thứ hai của anh mang tên The Beginning, New Days vào ngày 8 tháng 8 năm 2007. Ca khúc "First Person" trong album đã đạt được vị trí thứ nhất trên bảng xếp hạng  K-pop Top 10. Album của anh đã bán được 30,000 bản trong ngày đầu tiên phát hành và 50,000 bản trong một tuần. Vào tháng 6 năm 2011, sau khi cho ra mắt album phòng thu tiếng Hàn thứ năm mang tên The Road Not Taken, Shin Hyesung hoàn thành tour diễn của mình tại Seoul, Busan, và Thượng Hải. Anh cũng tổ chức thành công buổi trình diễn đặc biệt kéo dài 2 ngày 2011 Tour in Seoul – The Road Not Taken Act II, tại đại học Kyung Hee vào ngày 3 và 4 tháng 9. Vào tháng 7 cùng năm, anh cũng thu âm ca khúc "I Believe," kết hợp cùng Shunsuke Kiyokiba, cựu thành viên của Exile.
Trong chương trình truyền hình của riêng nhóm Shinhwa Broadcast, Shin Hyesung cũng được xác nhận là thành viên duy nhất của Shinhwa chưa có bất kì kinh nghiệm diễn xuất nào.

### 2012–2018: Trở lại cùng Shinhwa

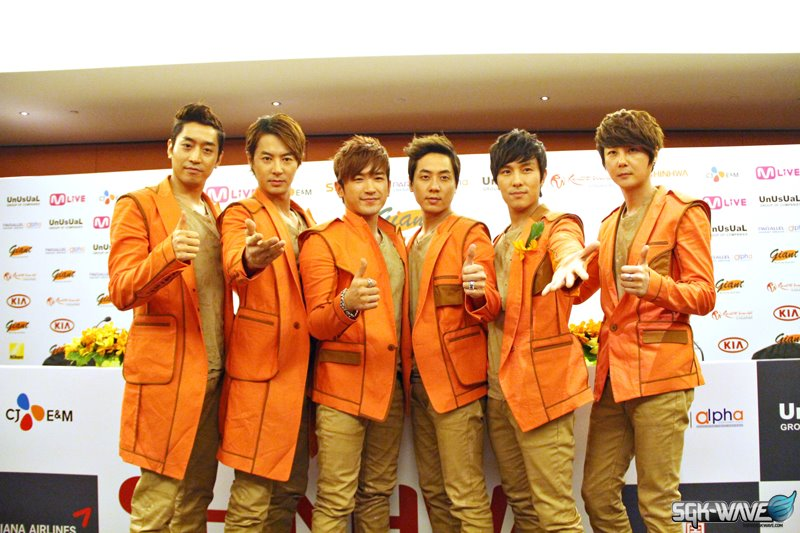
Shinhwa năm 2012 (Shin Hyesung ở ngoài cùng bên phải)

Vào tháng 3 năm 2012, Shin Hyesung tái hợp với các thành viên Shinhwa chuẩn bị cho lần trở lại sau 4 năm, dưới sự quản lí của Shinhwa Company – một đơn vị liên doanh quản lí hoạt động của các thành viên khi hoạt động dưới danh nghĩa nhóm, Eric và Lee Minwoo giữ vị trí giám đốc điều hành và các thành viên còn lại là cổ đông. Shinhwa Comapany chỉ quản lí các hoạt động chung của nhóm, các hoạt động cá nhân của từng thành viên vẫn được quản lí bởi công ty mà họ đã ký hợp đồng. Shinhwa đã cho ra mắt album phòng thu thứ mười mang tên The Return vào ngày 23 tháng 3 năm 2012, cùng với đó tổ chức tour diễn 2012 Shinhwa Grand Tour: The Return khắp châu Á và chương trình tạp kỹ đầu tiên của riêng họ Shinhwa Broadcast lên sóng vào ngày 17 tháng ba năm 2012 qua đài cáp JTBC.
Vào ngày 25 tháng 3, trong phần trình diễn encore của 2012 Shinhwa Grand Tour in Seoul: The Return, Shin Hyesung đã bị chấn thương đầu gối. Trong phần bắt đầu của màn trình diễn "Yo!", anh đã được đẩy lên không trung nhưng không tiếp đất một cách an toàn. Anh đã bị đứt dây chằng chéo trước và tổn thương xấu đến sụn và dây chằng xung quanh đĩa xương sụn khớp gối, phải phẫu thuật và mất 6 tuần để hồi phục. Shin Hyesung trước đó đã từng bị chấn thương dây chằng qua một tai nạn trong một buổi trình diễn vào năm 2001, và đã được phẫu thuật ở đầu gối bên trái nhưng dây chằng ở đầu gối phải của anh tiếp tục bị chấn thương, điều đó đã khiến anh được miễn nghĩa vụ quân sự bắt buộc. Tuy nhiên, anh đã trì hoãn việc phẫu thuật, dù vẫn tiếp tục tiếp nhận điều trị cho đến khi đợt quảng bá cho album phòng thu thứ mười của Shinhwa, The Return kết thúc. Anh đã trình diễn bằng cách hát khi đang ngồi trên một chiếc ghế trong lần trình diễn trở lại đầu tiên của nhóm vào ngày 29 tháng 3 tại M! Countdown, nơi họ đã trình diễn "Venus" và "Hurt". Vào tháng 9 năm 2012, Shin Hyesung cùng với thành viên cùng nhóm Lee Min-woo trình diễn tại West Bank Music Festival ở Thượng Hải từ ngày 30 tháng chín đến 2 tháng mười, với tư cách là đại diện của Kpop cùng với nhiều nghệ sĩ quốc tế khác như Michael Bolton trước 100,000 khán giả.

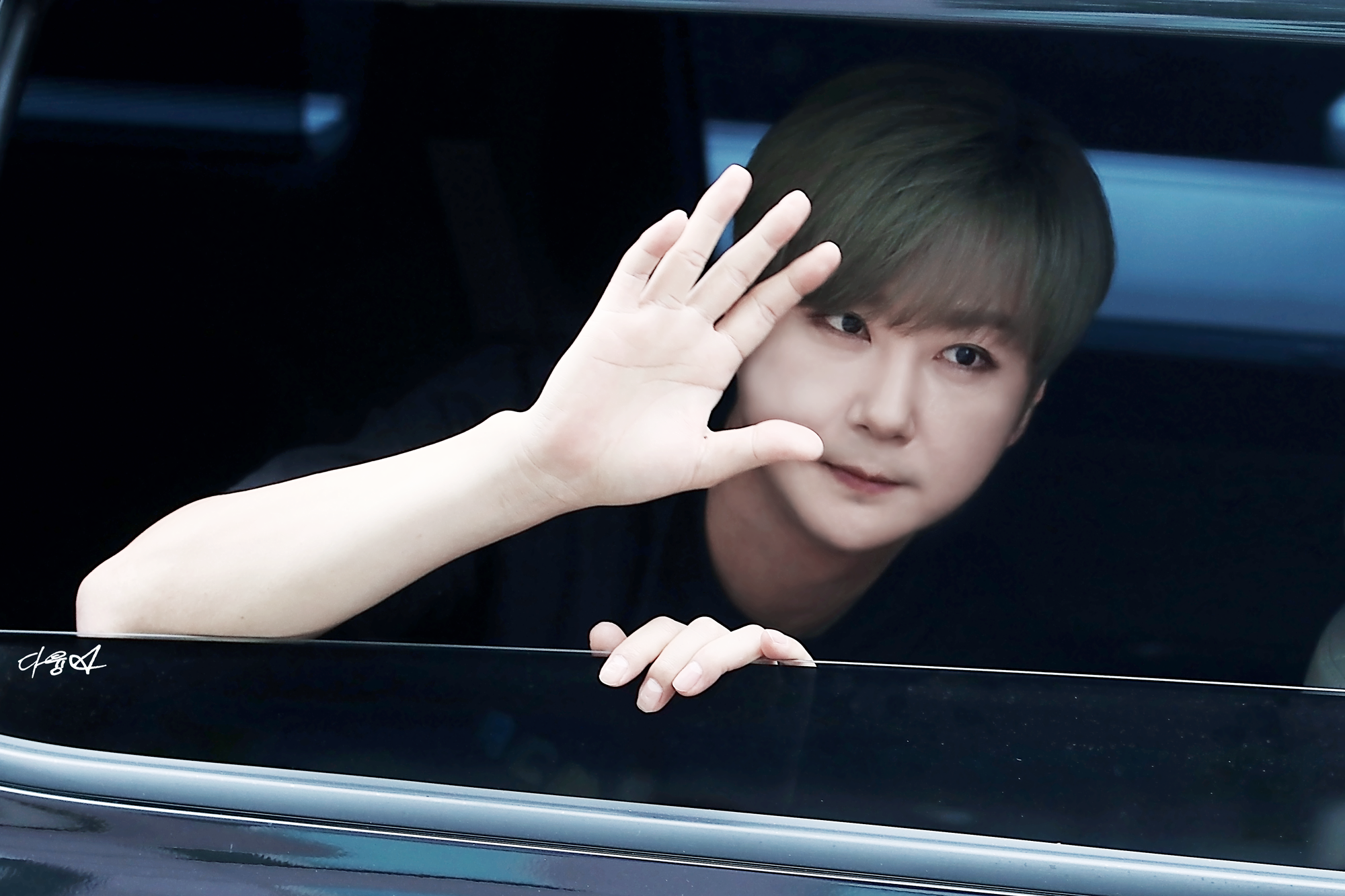
Shin Hyesung trên đường đi làm về sau buổi biểu diễn tại Inkigayo năm 2018

Năm 2014, sau 11 năm gián đoạn hoạt động, nhóm S trở lại với mini-album thứ hai Autumn Breeze vào ngày 27 tháng 10. Vào ngày 18 tháng 10, nhóm S đã trình diễn bài hát chủ đề  "Without You (하고 싶은 거 다)" lần đầu tiên tại SMTown Concert ở Thượng Hải.

### 2019–nay: Hoạt động cá nhân
Sau album đặc biệt kỷ niệm 20 năm hoạt động Heart vào năm 2018, Shinhwa chưa phát hành thêm một sản phẩm âm nhạc chính thức nào. Từ năm 2019 đến nay, các thành viên Shinhwa hầu như tập trung vào các hoạt động cá nhân. Ngày 18 tháng 10 năm 2019, Shin Hyesung phát hành album phòng thu Setlist gồm 7 bài hát. Kể từ ngày 3 tháng 6 năm 2019, anh tham gia trở thành một phát thanh viên trong chương trình radio của riêng mình Shin Hye Sung's Music Odyssey qua sóng radio của đài SBS. Đến ngày 21 tháng 2 năm 2021, do tình trạng dây thanh quản của Shin Hyesung không được tốt nên chương trình đã tạm dừng. 

## Đời tư
Shin Hyesung có đời sống cá nhân khá kín tiếng. Anh hiện còn độc thân, không sử dụng mạng xã hội và chưa bao giờ chính thức công khai bất kì mối quan hệ nào với công chúng. 

## Danh sách đĩa nhạc
Album phòng thu tiếng Triều Tiên:
- Love of May (2005)
- The Beginning, New Days (2007)
- Live and Let Live (2008)
- Keep Leaves (2009)
- The Road Not Taken (2011)
- Embrace (2011)
- Winter Poetry (2012)
- Delight (2016)
- Serenity (2017)
- Setlist (2019)

Album phòng thu tiếng Nhật:
- Find Voice in Song (2010)

## Danh sách sáng tác
1. Shinhwa Vol. 2   "Forever With You (너의 곁에서)"
2. Shinhwa Vol. 3   "Never Come To Me" (co-writer)
3. Shinhwa Vol. 3   "Vortex"   (co-writer)
4. Shinhwa Vol. 3   "Wedding March"
5. Shinhwa Vol. 4   "Hey, Come On"
6. Shinhwa Vol. 4   "Falling in Love"
7. Shinhwa Vol. 4   "Sure I Know"
8. Shinhwa Vol. 4   "바램 ( I Swear)"
9. Shinhwa Vol. 6   " You (노을)"
10. Shinhwa Vol. 7   "Oh"  (co-wrote song lyrics with Minwoo)
11. Shinhwa Vol. 9   "Destiny of Love (흔적)"
12. Shinhwa Vol. 10   "Let It Go" (co-wrote song lyrics with Eddie Shin)
13. Shin Hye Sung Vol. 1   "Don't Leave" (co-writer with JPS)
14. Shin Hye Sung Vol. 1   "Same Thought"  (co-writer with Park Chang Hyun)
15. Shin Hye Sung Vol. 1   "Punishment (벌)"  (co-writer with Kim Do Hyun)
16. Shin Hye Sung Vol. 1   "A Song For You"
17. Shin Hye Sung Vol. 1   "After... "
18. Shin Hye Sung & Lyn [He Said... She Said...]   "Echo"
19. Group S Fr. in Cl   "I Swear"   (wrote English lyrics)
20. Group S Fr. in Cl   "I Believe"
21. S.E.S Vol. 1   "Good-Bye"  (Rap by Eric)
22. S.E.S Vol. 2   "Kiss"   (Rap by Eric)

Khác: Shinhwa Vol. 8   "Midnight Girl" (Sắp xếp lại phần gia điệu khác cho bản ballad)

## Chương trình thực tế
| Năm       | Tên gọi                         | Kênh phát sóng     | Vai trò                         | Ghi chú           |
| --------- | ------------------------------- | ------------------ | ------------------------------- | ----------------- |
| 2004–2005 | Love Letter                     | SBS                | Khách mời cùng Shinhwa          | (Mùa 1, tập 1–14) |
| 2004–2005 | Let's Coke Play Battle Shinhwa! | Mnet and Coca-Cola | Thành viên cố định cùng Shinhwa |                   |
| 2012–2014 | Shinhwa Broadcast               | JTBC               | Thành viên cố định cùng Shinhwa | (Tập 1–70)        |
| 2013      | Running Man                     | SBS                | Khách mời cùng Shinhwa          | Tập 160, 161      |
| 2015      | Running Man                     | SBS                | Khách mời cùng Shinhwa          | Tập 236           |

## Chương trình âm nhạc
- 2012 KBS Immortal Songs
- 2013 MBC Remocon

## Giải thưởng
| Năm  | Giải thưởng |
| ---- | --- |
| 2005 | - 2005 Mnet Asian Music Awards Best Ballad Performance - Golden Disk Award "Bonsang" - SBS Gayo Daejun "Bonsang"                                                        |
| 2007 | - Golden Disk Award "Bonsang" - Melon Music Awards "Artist of the Year Award" - Melon Music Awards "Music Video of the Year Award"                                      |
| 2008 | - Sohu Entertainment Sohu Han Yu's 2007 Awards: Annual Best Album - Sohu Entertainment Sohu Han Yu's 2007 Awards: Best MV - 2007 Model Ceremony Award: Popularity Award |
| 2014 | - China Top Hits Awards: "Popular Asian Singer" |